# Russell Barkley
Russell A. Barkley, född 1949, är en amerikansk psykolog som forskar om ADHD.